# Ich und Christine
Ich und Christine ist ein deutscher Liebesfilm aus dem Jahre 1993 von Peter Stripp mit Götz George und Christiane Paul in den Titel- und Hauptrollen. 

## Handlung
Bruno ist ein Mann mittleren Alters und arbeitet als Fahrer einer Betonmischmaschine. Eines Tages überfährt er auf dem Weg zur Arbeit beinah die noch sehr junge Christine, die als Moderatorin bei einem Radiosender arbeitet. Dieser Verkehrsunfall bringt die beiden gänzlich unterschiedlichen Menschen rasch zueinander. Doch die Hindernisse für eine angehende Romanze sind schnell ausgemacht, denn hier prallen zwei Welten aufeinander: Während Bruno ein handfester, kerniger und auch sehr bodenständig-einfacher Mensch ist, entspricht Christine eher dem Typus „flippige Großstädterin“ mit leichtem Hang zum Schickimickitum. Beide stoßen in ihrem sozialen Umfeld auf große Skepsis: Ebenso wie die kraftvollen, biertrinkenden Typen vom Bau Brunos Wahl nicht nachvollziehen können, stößt die zeitgeistige, Öko-bewusste Christine mit ihrer wachsenden Liebe zu Bruno, der so ganz anders ist als all ihre Freunde, auf Unverständnis. Auch der beträchtliche Altersunterschied der beiden wird zum Thema. 
Bald aber zeigen sich Wolken am Horizont des Liebeshimmels: Bruno, der es gewohnt ist, in seinem Leben Nägel mit Köpfen zu machen, will sich und Christine ein lauschiges Nest im Grünen bauen und erwirbt deshalb ein Grundstück am See. Das Häuschen soll beider Liebeslaube werden. Doch Christine findet sich noch für zu jung für eine derart festgezurrte Lebensplanung, die im Übrigen ihrem eigenen Wunsch, ein wildes Großstadtleben zu führen, diametral entgegensteht. In einem Moment der Panik flieht sie vor Bruno und kehrt zu ihrem Ex, einem Rechtsanwalt, zurück. Bruno ist am Boden zerstört und reißt in einem Anfall tiefer Enttäuschung das Liebesnest ein. Dann aber steht plötzlich Christine wieder vor der Tür. Sie hat erkannt, was sie an Bruno hat und will zu ihm zurückkehren. Beider Liebe bekommt eine zweite Chance, und diesmal achten die Zwei darauf, dass weder andere noch sie selbst ihr Glück einreißen können. 

## Produktionsnotizen
Entstanden 1992/93, lief Ich und Christine am 2. September 1993 an. Für die knapp 19-jährige Christiane Paul war dies erst ihre zweite Filmarbeit.

## Kritik
„Eine hübsche, kleine Geschichte, doch leider wurde sie von Drehbuchautor Peter Stripp klischeeüberfrachtet und fernsehgerecht bieder (der WDR finanzierte) inszeniert – ohne Pep und Überraschungen, die die betuliche Vorhersehbarkeit der Story etwas auflockern könnte. Einziger Lichtblick sind die Darsteller.“

„In langweiligen Bildern inszenatorisch einfallslos erzählte Geschichte einer ‚unmöglichen‘ Liebe, der auch die überzogen agierenden Schauspieler kein Leben einhauchen können.“